# 伯纳斯甘塔县

古吉拉特邦东北部地区

伯纳斯甘塔县（Banaskantha district）为印度古吉拉特邦辖县，2000年自帕坦县析置。面积10,751平方公里，人口3,120,506（2011年），城镇人口占11％。巴纳斯坎塔县地处古吉拉特邦东北部边沿，北邻拉贾斯坦邦，西与卡奇县接壤，南和帕坦县、默黑萨纳县交界，东临萨伯尔甘塔县。政府所在地为巴伦布尔。